# Andy Fraser
Andy Fraser, właśc. Andrew McLan Fraser (ur. 3 lipca 1952 w Londynie, zm. 16 marca 2015) – twórca muzyki i gitarzysta basowy grupy Free.

## Życiorys
Mając 5 lat otrzymał pianino odkupione za 10 funtów z miejscowego pubu i zaczął pobierać regularne lekcje nauki gry na tym instrumencie. Rok później rodzice młodego Andy’ego rozeszli się, a dzieci zostały pod opieką matki.
Będąc nastolatkiem zdobył wiele nagród przyznawanych przez Royal Academy of Music. Nieco później, znużony nieustannym ćwiczeniem wprawek z Mozarta i Beethovena, przerzucił swoje zainteresowania na gitarę występując w szkolnym zespole. Ostatecznie rywalizacja wśród pozostałych gitarzystów spowodowała, że Andy na stałe zajął miejsce gitarzysty basowego.
W 1967 roku Andy’ego wyrzucono ze szkoły za zbyt długie włosy. Wkrótce potem zaczęto go widywać z córką legendy brytyjskiego bluesa Alexisa Kornera – Sappho Korner. Fraser wychowywany w dzieciństwie przez matkę traktował Kornera jako swojego ojca.
To dzięki Kornerowi, w wieku 15 lat zaczął grać u boku Johna Mayalla w zespole The Bluesbreakers. Jako członek The Bluesbreakers młody Fraser zarabiał wystarczająco dużo, by jeździć taksówkami, a co ważniejsze grał w prawdziwym profesjonalnym zespole. Sielanka jednak nie trwała długo i kilka miesięcy później Mayall podziękował Fraserowi za współpracę.
Do spotkania Frasera z pozostałą trójką Kossoff, Kirke, Rogers doszło według niektórych źródeł dzięki producentowi oraz właścicielowi muzycznego klubu Mike'owi Vernerovi, który za pośrednictwem Kornera skontaktował wspomnianą trójkę z Fraserem. Niebawem cała czwórka zakłada Free.
W roku 1971 zespół chwilowo zawiesza działalność, a Fraser w tym czasie powołuje trio Toby, które uzupełnili: gitarzysta Adrian Fischer oraz perkusista Stan Speake. Pomimo nagrania materiału, płyta nie została wydana, a Fraser w grudniu 1971 wrócił do Free, by po wydaniu w roku 1972 albumu Free at Last na dobre opuścić zespół.
Latem 1972 zakłada Sharks z wokalistą o przydomku Snips, gitarzystą Chrisem Speedingiem oraz perkusistą Marty Simonem. W kwietniu 1973 ukazuje się ich album First Water po czym Fraser odchodzi z zespołu. W roku 1974 pojawia się najpierw w grupie Fraser, Miller Band, a nieco później w The Andy Fraser Band, w której grali również: Nick Judd na instrumentach klawiszowych oraz Kim Turner na perkusji. Panowie nagrali dwa albumy The Andy Fraser Band (1975) oraz In Your Eyes (1975).
Po przeprowadzce do Kalifornii, Fraser koncentruje się na pisaniu muzyki dla innych artystów m.in.: Robert Palmer, Joe Cocker, Ted Nugent i wielu innych. Sukces przynosi mu kompozycja Every Kinda People wydana na albumie Palmera Double Fun w roku (1978). W latach 80. Fraser wydaje kolejny solowy album Fine Fine Line (1984), na którym wystąpił w charakterze wokalisty. Po kilkunastu latach przerwy (spowodowanej m.in. problemami zdrowotnymi) w roku 2005 ukazuje się nowy album Frasera Naked...and finally free!.